# Anna Maria de Longueville
Anna Maria de Longueville, født Köster (født 17. november 1705 i Frankfurt am Main, død 18. marts 1775) var gift første gang 30. maj 1726 med Michael Fabritius, anden gang 19. januar 1748 med Johann Friederich Wever og tredje gang 8. december 1763 med dansk generalmajor Jean Baptiste Descarriéres de Longueville. Hun var Dame de l'union parfaite.
Hun er begravet i Wevers Kapel i Christians Kirke på Christianshavn.